# 故意
故意（こい）とは、一般的にはある行為が意図的なものであることを指し、法律上は他人の権利や法益を侵害する結果を発生させることを認識しながら、それを容認して行為することをいう。

## 民事責任における故意
故意・過失は債務不履行責任や不法行為責任の要件となっている。不法行為責任における故意とは、自己の行為によって他人の権利を侵害することまたは違法と評価される結果を発生させることを認識しながら、あえてその行為を行う心理状態をいう。
不法行為責任での故意の意味については意思説、認識説、認容説がある。
意思説
故意があるというには加害の意思があることを必要とする説
認識説
故意があるというには権利侵害や違法な法益侵害についての認識があれば足りるとする説
認容説
権利侵害や違法な法益侵害についての認識に加えて、そのような結果が発生することを認容していることを要するとする説

## 刑事責任における故意

### 概説
刑事責任における故意は罪を犯す意思であるが、その具体的意味や体系的位置づけについては争いがある。
故意と過失は行為の主観的要素として共通の基盤をもっている。故意が認定されるときは過失が問題となることはない。犯罪は故意犯の処罰を原則としており、過失犯は法律で特に規定を設けた場合に限って例外的に処罰されるにすぎない。
犯罪は構成要件に該当する違法かつ有責な行為である。故意はこのうちもっぱら責任の要素と考えられていたが、違法の要素や構成要件の要素として理解する立場が次第に有力になっている。
- 故意は構成要件の主観的要素として犯罪の類型化にとって重大な役割を担うものである（構成要件的故意）[4]。
- 故意はその違法行為の性格を決定する（違法故意）[4]。
- 故意は行為者の反規範的人格態度が積極的に表れたものである（責任故意）[4]。

これらの故意の体系的位置については、論者により異なっており、故意を構成要件的故意と責任故意に分ける学説、故意を構成要件的故意・違法故意・責任故意に分ける学説、故意をもっぱら責任故意として扱う学説などがある。

### 故意の意義
故意の意義については、表象説、意思説、認容説などがある。
表象説（認識主義、観念主義）
故意があるというには犯罪事実の表象が存在していることで足りるとする説。特に行為者が犯罪事実の実現についての蓋然性を相当高度に表象していた場合に故意を認める学説を蓋然性説という。
意思説（意思主義）
故意があるというには犯罪事実の表象に加えて犯罪の実現についての意思が存在することを要するとする説。意思説の代表的な論者としてビルクマイヤーやヒッペルが知られている。
認容説
故意とは行為者が犯罪の実現について認容していることをいうとみる説。認容説の代表的な論者としてフランクやメッガーが知られており、認容説は刑法学上の通説となっている。

### 故意の態様

#### 確定的故意と不確定的故意
故意には確定的故意と不確定的故意がある。
確定的故意
確定的故意とは行為者が犯罪事実の実現について確定的に表象している場合をいう。
不確定的故意
不確定的故意とは行為者が犯罪事実の実現について不確定なものとして表象している場合をいい、不確定的故意には概括的故意、択一的故意、未必的故意（未必の故意）がある。
概括的故意
一定範囲内のどれかの客体に犯罪的結果を生じることは確定的であるが、その個数や客体が不確定な場合の故意を概括的故意という。
択一的故意
数個の客体のどれかに犯罪的結果を生じることは確定的であるが、それがどの客体に生じるか不確定な場合の故意を択一的故意という。
未必的故意（未必の故意）
犯罪的結果の発生自体は確実ではないが、それが発生することを表象しながらも、それが発生するならば発生しても構わないものとして認容している場合の故意を未必的故意（未必の故意）という。
なお、「未必の故意（Eventualvorsatz，dolus eventualis）」と「認識ある過失（bewusste Fahrlässigkeit，luxuria）」の区別は、いかなる場合に故意となり、また、過失となるのかという限界の問題となる。故意犯は原則的に処罰されるのに対して、過失犯は特に過失犯の規定がないかぎり処罰されないことから、故意と過失の区別は刑法上の重要な問題のひとつである。

#### 事前の故意（ヴェーバーの概括的故意）と事後の故意
事前の故意（ヴェーバーの概括的故意）
行為者が故意をもって行った行為（第一の行為）で既に犯罪を遂げたものと誤信し、行為者がその発覚を防ぐためなど他の目的でさらに別の行為（第二の行為）を行ったところ、その第二の行為によって先に予期した結果を発生させた場合を事前の故意（ヴェーバーの概括的故意）という。事前の故意は通常は因果関係の錯誤の問題となる。
事後の故意
行為者が犯罪的結果を生じうる行為を故意なしに行った後、そこで初めて故意を生じて事態を成り行きに任せたことから、その予期した犯罪的結果を発生させた場合を事後の故意という。事後の故意は不作為犯の問題となる。